# Reset
Ein Reset (IPA: [ʁɪˈsɛt], anhörenⓘ; englisch reset, „zurücksetzen“) ist der Anglizismus für einen Vorgang, durch den ein elektronisches System in einen definierten Anfangszustand gebracht wird. Dies kann erforderlich sein, wenn das System nicht mehr ordnungsgemäß funktioniert und auf die üblichen Eingaben nicht reagiert.

## Allgemeines
In der deutschen Sprache ist der Reset in der Informationstechnik auch als „AEG-Prinzip“ bekannt (Abkürzung für Ausschalten-Einschalten-Geht) – ein Grundsatz zur Behebung von Hardwarefehlern. Jedes elektronische System, das einen definierten Anfangszustand benötigt, führt störungsunabhängig beim Einschalten einen Reset aus. Durch eine Watchdog-Schaltung überwachte Systeme werden bei Fehlfunktion automatisch zurückgesetzt.

## Computertechnik und weitere elektronische Systeme
Bei Ausführung des Resets eines PCs nimmt der gesamte PC samt den darin enthaltenen Prozessoren, Controllern und sonstigen Funktionseinheiten und Baugruppen den ihm eigenen Anfangszustand ein. Deshalb wird ein Reset im Deutschen oft ungenau als Neustart bezeichnet.
Bei anderen elektronischen Systemen mit räumlich weit verteilten Komponenten kann der Reset auch begrenzt werden auf einzelne Komponenten, oder innerhalb der Komponenten auf einzelne Funktionseinheiten. Beispiele hierfür sind Steuerungen von Industrieanlagen, elektronische Systeme in Kraftfahrzeugen, Gebäudemanagement-Systeme, Computernetze usw.
Digitale Grundschaltungen wie Flipflop werden mit Signal auf dem Eingang „R“ (für Reset) zurückgestellt. Bei aus Flipflops bestehenden Schaltungen wie Asynchronzähler und Synchronzähler ist der Reset-Eingang das Zurückstellen auf null äquivalent der Taste am Tageskilometerzähler.

## Resettypen der PCs
Bei einem einzelnen PC gibt es drei Reset-Arten:
- Warmstart, Reboot, Restart
- Hardware-Reset
- Kaltstart

### Warmstart (Reboot)
Der softwareseitige Neustart eines Systems ist eine verkürzte Bootprozedur, ausgelöst durch Tastatureingabe oder Kommandos.

### Hardware-Reset
Der Hardware-Reset wird ausgelöst durch Betätigen der Resettaste am Computergehäuse. Das funktioniert auch dann, wenn das Betriebssystem nicht mehr auf Eingaben (üblicherweise von Tastatur oder Maus) reagiert. Die Resettaste wirkt direkt auf die Hardware und umgeht so das ausgefallene Betriebssystem.
Auf manchen neueren PCs kann im BIOS eingestellt werden, welches Ereignis durch Betätigen der Resettaste ausgelöst werden soll. Dadurch kann z. B. das nicht abgestürzte Betriebssystem informiert werden, dass die Resettaste gedrückt wurde. Das Betriebssystem kann dann entsprechend reagieren und z. B. den Rechner sauber herunterfahren, zwischengespeicherte Daten endgültig auf den Datenträger schreiben u. a. m.

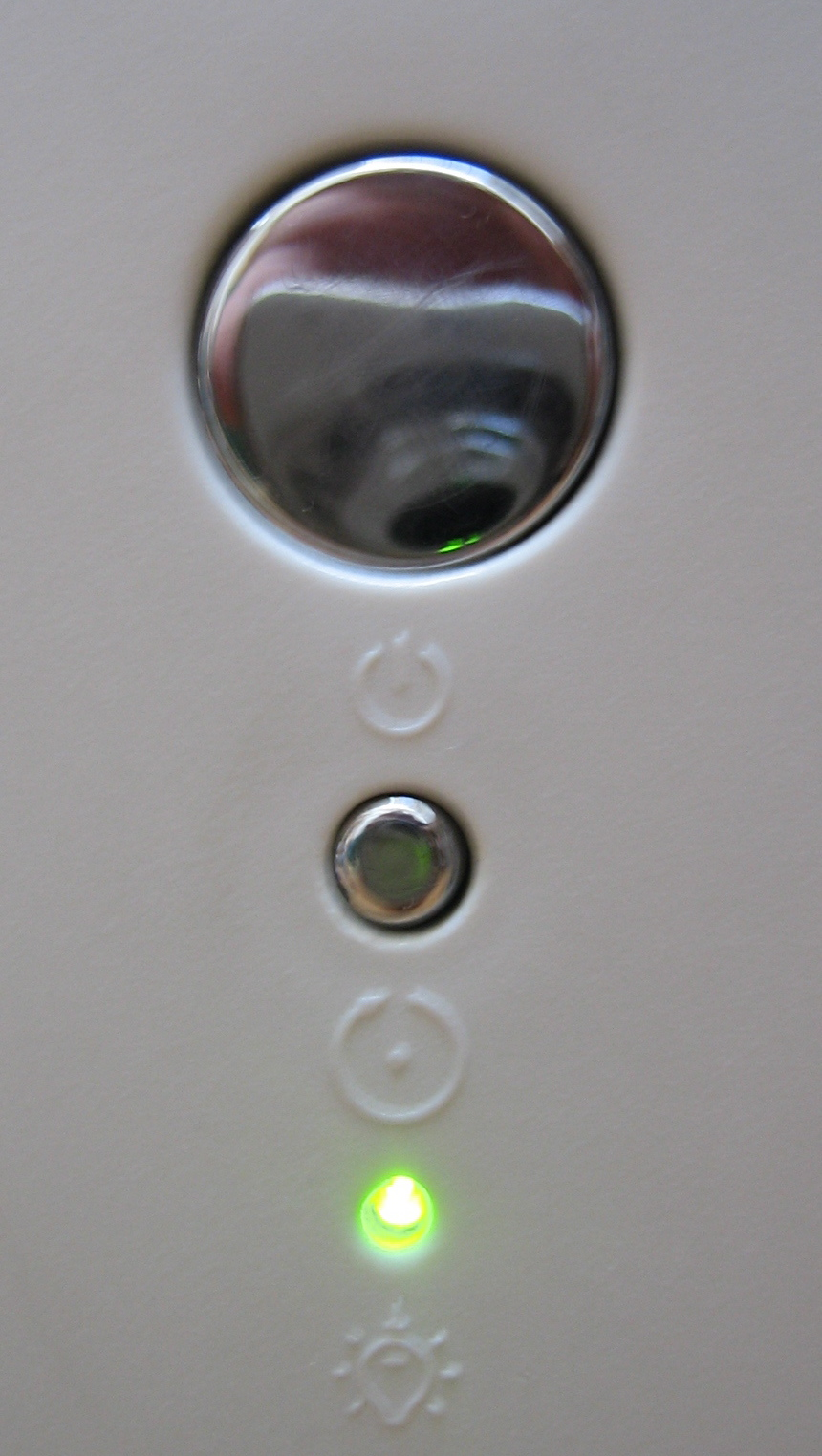
Resettaste am Computergehäuse (zwischen Einschalttaste und Power-LED)

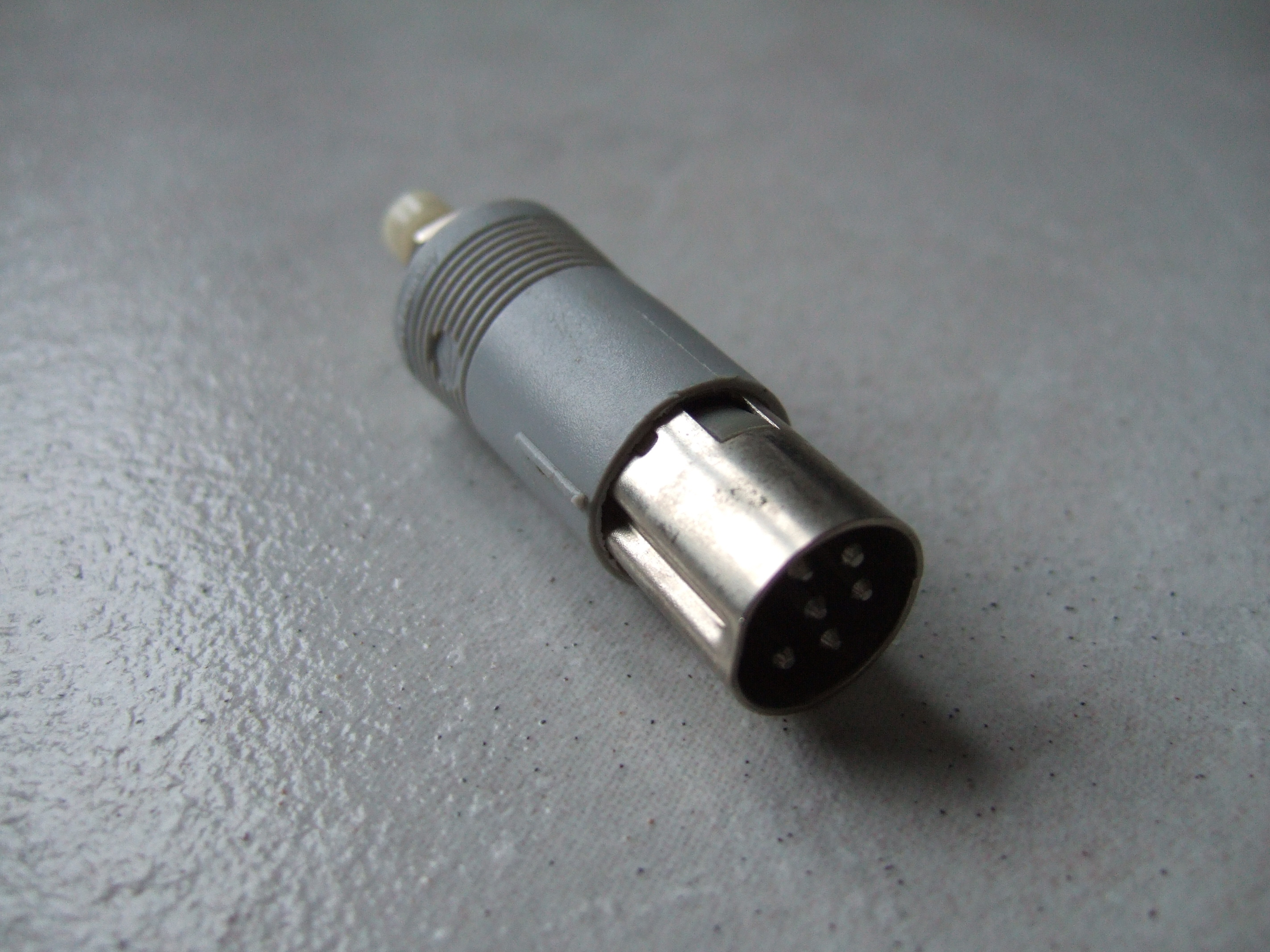
Reset-Taster zum Nachrüsten für den C64 Heimcomputer, wobei dieser hier bei der Platinenversion ASSY250469 nur noch einen Reset für die am IEC-Port angeschlossenen Laufwerke und Drucker auslöst, jedoch nicht wie bei älteren Platinen noch für den gesamten Heimcomputer

Die Resettaste befindet sich meist in der Nähe des Einschaltknopfes. Viele Computer haben diesen „Notschalter“, mit dem man den PC neu starten kann, wenn er „abgestürzt“ ist. Er befindet sich nicht auf der Tastatur. Bei manchen PC-Gehäusen ist sie nur über ein kleines Löchlein zu erreichen, in das man einen dünnen, spitzen Gegenstand einführen muss (z. B. Kugelschreiberspitze). Bei manchen Laptops muss man zum Reset den Einschaltknopf mehrere Sekunden lang gedrückt halten.
Auf vielen Kleinstcomputern (Mobilgeräte) wie MP3-Spielern befindet sich der Resetknopf als winziger, versenkter Knopf meist auf der Rückseite des Gehäuses und kann meist nur mit einer dünnen Nadel betätigt werden.
Ältere Heimcomputer wie der C64 besaßen noch keine Resettaste. Sie war nur als Zubehör bei Drittanbietern erhältlich (s. Bild rechts).

### Kaltstart
Es kann vorkommen, dass ein PC auch auf die Resettaste nicht mehr reagiert. Dann muss die Stromversorgung unterbrochen werden. Hierbei wird auch die Stromversorgung sämtlicher Geräte, die über den PC mit Strom versorgt werden, unterbrochen (z. B. Festplatten und andere Laufwerke mit darin befindlichen Datenträgern). Dadurch werden diese Geräte möglicherweise in Mitleidenschaft gezogen. Moderne Festplatten haben jedoch einen Mechanismus, der es ermöglicht, den Kopf trotzdem noch zu parken und damit einen Head-Crash zu verhindern.

## Problematik des Kaltstarts und Hardware-Resets bei PCs
Dateien und Daten, die nicht auf der Festplatte oder anderen Datenträgern gespeichert sind, sind nach einem Reset so gut wie verloren. Bisweilen können Fragmente der alten Daten im unbelegten Speicher des neu gestarteten Systems aufgefunden werden.
Da vor dem Reset das Betriebssystem normalerweise nicht dazu kommt, alle seine Operationen sauber zu beenden, kann ein Reset eine Inkonsistenz des Dateisystems zur Folge haben. Das Betriebssystem erkennt dies aber normalerweise beim nächsten Hochfahren, prüft daraufhin die Dateisysteme und versucht, sie zu reparieren. Trotzdem kann es passieren, dass Daten auf der Festplatte verlorengehen, wenn sie bei der Reparatur des Dateisystems nicht den richtigen Dateien und Ordnern (Verzeichnissen) zugeordnet werden können. Im schlimmsten Fall kann es dazu kommen, dass das gesamte Dateisystem einer Partition unbrauchbar wird und alle Daten auf ihr verlorengehen bzw. nur noch durch Datenrettung wiederherstellbar sind. Liegt das Betriebssystem (oder wichtige Teile davon) auf einem derart beschädigten Dateisystem, kann oder - zur Abwendung weiterer Schäden - will es eventuell nicht mehr starten, sodass der Computer unbenutzbar wird.
Weil die Reset-Taste an der Frontseite des PCs leicht zugänglich ist, kam es in der Vergangenheit immer wieder zu einer ungewollten Betätigung dieser Taste. Als Gegenmittel haben die PC-Hersteller die Taster versenkt angeordnet, hinter kleinen Zugangslöchern versteckt und Zeitverzögerungen für die Auslösung eingebaut. Bei einigen neueren PCs wird die Reset-Taste sogar ganz weggelassen. Ihre Funktion wird dann von der Netztaste übernommen, die mehrere Sekunden lang gedrückt werden muss.

## Power On Reset (POR)
Als Power On Reset bezeichnet man den Reset, der in nicht-trivialen Digitalschaltungen (Computer, Eingebettete Systeme, …) nach dem Anlegen der Versorgungsspannungen für einen definierten Start der Schaltung sorgt, sobald die Versorgungsspannungen des Systems ihre Nennwerte erreicht haben. Beim PC wird dies z. B. durch das Power-Good-Signal des Netzteiles signalisiert. Bei eingebetteten Systemen haben entweder die verwendeten Mikrocontroller eine eingebaute POR-Schaltung, oder es wird ein externer Baustein verwendet, wie z. B. ein System Basis Chip oder ein Festspannungsregler mit Reset-Ausgang.

## Weitere Beispiele
Auf programmierbaren Taschenrechnern der 1970er und 1980er Jahre musste nach jedem Batteriewechsel die Resettaste gedrückt werden, um Fehlladungen zu neutralisieren. Dieser geregelte Kurzschluss wurde z. B. beim Sharp „PC“ durch einen Taster unter der Rechnerrückseite erreicht, der durch ein kleines Loch mit einem Kugelschreiber oder der Spitze eines Bleistiftes gedrückt werden konnte.
Auch hierdurch wurde der Speicher des Rechners aus einem undefinierten Zustand in einen definierten Anfangszustand gebracht.
Auch bei anderen elektronisch gesteuerten Geräten kann es zu Programmabstürzen kommen. In diesem Fall hilft oft als letztes Mittel ein Kaltstart mittels des Netzschalters oder -steckers bzw. durch Herausnehmen der Batterie oder Betätigen einer bestimmten „Hard“-Reset-Kombination. Eventuell muss die Stromzufuhr bis zu einer Minute lang unterbrochen werden, damit die Kondensatoren sich entladen. Falls das nicht zum Ziel führt, liegt meistens ein Hardwarefehler vor. Bei kleineren Geräten wird der Arbeitsspeicher oft durch eine Sicherungsbatterie versorgt, sodass ein Herausnehmen der Batterie über einen kurzen Zeitraum nicht zum Ziel führt.